# Maronenkopfguan

Verbreitungsgebiet des Maronenkopfguans

Der Maronenkopfguan (Ortalis ruficeps), Syn. Penelope ruficeps ist eine Vogelart aus der Ordnung der Hühnervögel (Galliformes).
Die Art wurde vormals als Unterart des Motmotguans (O. motmot) angesehen und als Ortalis motmot ruficeps bezeichnet. Sie wurde 2021 als eigenständige Art anerkannt. Der Vogel ist endemisch in Brasilien und kommt südlich des Amazonas vor.
Der Lebensraum umfasst dichten Unterwuchs entlang von Flüssen und dichten Sekundärwald. Der Artzusatz kommt von lateinisch rufus ‚rot, rotbraun‘ und lateinisch caput, capitis ‚Kopf‘.

## Merkmale
Die Art ist 43–54 cm groß und wiegt 345–620 g. Der rötlich-kastanienbraun gefärbte Kopf hebt sich von der grauen Unterseite deutlich ab, die Handschwingen sind dunkelbraun. Kopf und Nacken sind rötlich, der Scheitel dunkel, die Oberseite ist olivbraun, die beiden mittleren Schwanzfedern sind kupferbraun, die übrigen ähnlich gefärbt mit rötlichen Spitzen. Die Brust ist grau-olivfarben.
Die Iris ist dunkelbraun, der Schnabel bläulich-grau, an der Basis dunkler, gegen die Spitze hin heller. Die Beine sind hellgrau.
Die Geschlechter unterscheiden sich nicht.
Die Art unterscheidet sich vom Motmotguan durch geringere Größe, Färbung des Schwanzes und Unterschieden in den Lautäußerungen, auch überlappen sich die Lebensräume nicht.

## Geografische Variation
Die Art ist monotypisch.

## Stimme
Der Ruf wird als lautes, ausgelassenes Duett von wiederholtem „WATCH-a-lak“ beschrieben, meist zur Morgen- und Abenddämmerung. Die Lautäußerungen ähneln denen des Motmotguans sehr, sind aber langsamer.

## Lebensweise
Die Art ist vermutlich ein Standvogel.
Die Nahrung besteht aus Beerenobst und Früchten, die in kleinen Gruppen in den Bäumen oder am Erdboden gesucht werden. Das Nest im Gebüsch oder auf niedrigen Bäumen besteht aus einer kleinen Schale aus Wurzeln und flachen Zweigen und ist mit Blättern ausgelegt.

## Gefährdungssituation
Die Gefährdungssituation ist bislang nicht untersucht.